# Bruce McGill
Bruce Travis McGill (San Antonio; 11 de julio de 1950) es un actor estadounidense. Graduado en arte dramático en la Universidad de Texas. Anteriormente estudió en el instituto Douglas MacArthur High School en la parte noroeste de San Antonio.
Sus trabajos más reconocidos en televisión son los de actor invitado en Miami Vice, Walker, Texas Ranger y MacGyver, donde interpretaba al mejor amigo de MacGyver, Jack Dalton. Tuvo un papel fijo en la serie Rizzoli & Isles, interpretando al sargento Vince Korsak.

## Filmografía
- Punto de partida
- National Lampoon's Animal House (1978)
- The Hand (1981)
- Silkwood (1983)
- Cuando llega la noche (1984)
- Club Paradise (1986)
- Wildcats (1986)
- No Mercy (1986)
- El hombre que cayó a la tierra (1987)
- End of the Line (1987)
- Tres fugitivos (1989)
- The Perfect Tribute (1991)
- El último boy scout (1991)
- Mi primo Vinny (1992)
- Un mundo perfecto
- Riesgo Total (1993)
- Timecop (1994)
- Black Sheep (1996)
- Rosewood (1997)
- Letters from a Killer (1998)
- Ground Control (1998)
- The Wonderful World of Disney. Serie de televisión, episodio "Murder She Purred: A Mrs. Murphy Mystery" (1998)
- The Insider (1999)
- Peligro en las profundidades (2000)
- The Legend of Bagger Vance (2000)
- The Ballad of Lucy Whipple (2001)
- La fuerza del grupo (2001)
- Amor ciego (2001)
- Herida Abierta (2001)
- Camino a la guerra (2002)
- The Sum of All Fears (2002)
- Legally Blond 2 (2003)
- Runaway Jury (2003)
- Matchstick Men (2003)
- Collateral (2004)
- Cinderella Man (2005)
- The Lookout (2007)
- Vantage Point (2008)
- W. (2008)
- Un ciudadano ejemplar (2009)
- Imagine (2009)
- Lincoln (2012) como Secretario de guerra Edwin M. Stanton
- Unconditional (2012)
- Cristiada (2012)
- Me Again (2012)
- Ride Along (2014)
- Poms (2019)
- The Best of Enemies (2019)
- The I-Land (2019)
- Milagro azul (2021)
- Reacher (2022)
- Amor y muerte (2023)